# Asplenium trichomanes
L'asplenio (Asplenium trichomanes L.,) è una felce perenne rizomatosa, capace di vivere nelle fenditure della roccia. Si tratta di una specie comune e diffusa, presente in tutto il mondo. 

## Etimologia
Asplenio dal greco splen (milza) per la credenza degli antichi che alcune specie di queste felci avessero la virtù di guarire le malattie della milza.
L'epiteto specifico trichomanes deriva dal greco ϑρίξ, τριχóϛ thríx, trichόs capello-pelo e da μᾱνός mānόs floscio e fa riferimento al picciolo fogliare molto esile. 

## Descrizione
Pianta perenne; le fronde sono lunghe 4–20 cm, semplicemente pennate, verde scuro, a contorno lineare, con pinnule obovate o ellittiche, contrapposte, sessili, complanari al rachide; piccioli interamente bruno-nerastri e lucenti; nella pagina inferiore delle fronde sono presenti sori fitti. I sori sono piccoli, lineari alla fine confluenti. Contengono spore ellissoidi (29-43 µm), con perisporio reticolato e verrucoso.

## Habitat
Boschi e rupi ombrose fino oltre 2000 m.

## Periodo di sporificazione
Da luglio ad agosto.

## Coltivazione
Essendo una pianta rustica, preferisce ombra parziale e terreno umido, resistendo a temperature di -15°.